# جیمز کاردنو
جیمز کاردنو (انگلیسی: James Cardno; ۲۵ مهٔ ۱۹۱۲ – ۱۵ مهٔ ۱۹۷۵) از برندگان مدال‌های بازی‌های المپیک زمستانی اهل بریتانیا بود.